# جهان پک-من ۲
جهان پک-من ۲ (انگلیسی: Pac-Man World 2) یک بازی ویدئویی در سبک سکوبازی است که توسط باندای نامکو انترتینمنت و در سال ۲۰۰۲ و در پلت‌فرم‌های گیم بوی ادونس، ایکس‌باکس، پلی‌استیشن ۲، مایکروسافت ویندوز، و گیم‌کیوب منتشر شده‌است.